# Adam Forshaw
Adam John Forshaw (Liverpool, Anglia, 1991. október 8. –) angol labdarúgó, a Plymouth Argyle játékosa.

## Pályafutása

### Everton
Forshaw hétéves korában kezdett el az Everton akadémiáján edzeni. 2008 nyarán ötéves ifiszerződést kötött a klubbal, és hamarosan az U18-as csapat állandó tagja lett. A tartalékcsapatban 2009. március 29-én, a Wigan Athletic ellen mutatkozott be. December 17-én az első csapatban is lehetőséget kapott, egy FK BATE Bariszav elleni Európa-liga-meccsen. A 2009/10-es szezonban még két alkalommal került be az Everton meccskeretébe, de nem kapott játéklehetőséget. A Premier League-ben 2011. április 9-én, a Wolverhampton Wanderers ellen debütált, a 82. percben csereként beállva. Ezen kívül még három bajnokin ült a cserepadon a szezon során, anélkül, hogy beállhatott volna. 2011 júniusában egy évvel meghosszabbította szerződését a csapattal.
2012. február 24-én egy hónapra kölcsönvette a harmadosztályú Brentford. Egy nappal később, a Scunthorpe United ellen lépett pályára először a klubban. Hét bajnokin játszott, mielőtt március 24-én, a Rochdale ellen állkapocstörést szenvedett és visszatért az Evertonhoz. A liverpooli klub nem hosszabbította meg a szezon végén lejáró szerződését, így ingyen távozott a csapattól, ahol mindössze két felnőtt mérkőzésen kapott lehetőséget.

### Brentford
2012 májusában kétéves szerződést kötött a Brentforddal. Szeptember 22-én megszerezte profi pályafutása első gólját, egy Oldham Athletic elleni találkozón. December 15-én, a Notts County elleni teljesítményének köszönhetően bekerült a hét csapatába a harmadosztályban. 2013. február 26-án megkapta pályafutása első piros lapját, miután a Crawley Town ellen két piros lapot kapott. A 2012/13-as szezonban minden sorozatot egybevéve 53 alkalommal játszott és három gólt szerzett.
2013. június 27-én új, három évre szóló szerződést kapott a Brentfordtól. A 2013/14-es idényben augusztus 10-én, a Sheffield United ellen volt először eredményes. 2014. január 11-én, a Port Vale ellen kimaradt a csapatból, azután, hogy korábban 24 meccsen keresztül folyamatosan a kezdőbe nevezték, ami miatt megindultak a jövőjével kapcsolatos találgatások. Mark Warburton menedzser később azt nyilatkozta, hogy egy kisebb vádlisérülés miatt hagyta ki a kezdőcsapatból Forshawt, aki maga is úgy nyilatkozott, hogy maradni szeretne. Március 16-án megnyerte az év legjobb játékosának járó díjat a harmadosztályban.
A 2014/15-ös évad előtti felkészülési időszakban a másodosztályú Wigan Athletic két ajánlatot is tett érte, de a Brentford elutasította azokat. A két klub végül a bajnokság megkezdődése után, augusztus 25-én megegyezett egymással, így Forshaw tárgyalhatott a kék-fehérekkel.

### Wigan Athletic
Forshaw 2014. szeptember 1-jén ismeretlen összeg ellenében a Wigan Athletichez igazolt. Első gólját november 1-jén, a Fulham ellen szerezte új csapatában, tizenegyesből.

### Middlesbrough
2015. január 28-án a Middlesbrough-hoz szerződött, ahol három és fél éves szerződést írt alá. Egyes hírek szerint a csapat 2 millió fontot fizetett érte, valamint további anyagi vonzatú záradékok is bekerültek a szerződésébe. Január 31-én mutatkozott be, korábbi csapata, a Brentford ellen. Első bajnoki gólját 2016. március 1-jén, a Blackburn Rovers ellen 2-1-re elvesztett mérkőzésen szerezte.

### Leeds United
2018. január 18-án 4,5 millió fontért szerződtette a Leeds United négy és félévre.

### Norwich City
2023. augusztus 26-án szabadúszóként csatlakozott a Norwich City csapatához.

### Plymouth Argyle
2024. január 19-én szerződtette a [Plymouth Argyle FC|Plymouth Argyle]].

## Külső hivatkozások
- Adam Forshaw pályafutásának statisztikái a Soccerbase oldalon (angolul)

- Adam Forshaw adatlapja a worldfootball.net oldalon (angolul)